# سزابينا سزلافيكوفيكس
سزابينا سزلافيكوفيكس (بالمجرية: Szlavikovics Szabina)‏ مواليد 5 سبتمبر 1995 في المجر، هي لاعبة كرة مضرب مجرية وتحتل حالياً المرتبة 716 (7 مارس 2016) في تصنيف رابطة محترفات كرة المضرب. أعلى تصنيف لها في الفردي كان 525. أعلى تصنيف لها في الزوجي كان 676.

## النهائيات

### الفردي (0–2)
| الحصيلة | الرقم | التاريخ        | الدورة          | الأرضية | المنافس                      | النتيجة  |
| ------- | ----- | -------------- | --------------- | ------- | ---------------------------- | -------- |
| الوصافة | 1.    | 14 أكتوبر 2013 | بريرا، كولومبيا | ترابية  | آنا كاتالينا ألزاتي إسمرزافا | 1–6, 2–6 |
| الوصافة | 2.    | 29 يونيو 2015  | تلاوي، جورجيا   | ترابية  | تمارا زيدانسيك               | 3–6, 3–6 |

## روابط خارجية
- سزابينا سزلافيكوفيكس على موقع رابطة محترفات التنس (الإنجليزية)
- سزابينا سزلافيكوفيكس على موقع الاتحاد الدولي لكرة المضرب (الإنجليزية)
- سزابينا سزلافيكوفيكس على موقع كأس بيلي جين كينغ (الإنجليزية)
- سزابينا سزلافيكوفيكس على موقع خلاصة التنس.كوم (الإنجليزية)
- سزابينا سزلافيكوفيكس على موقع إي إس بي إن.كوم (الإنجليزية)